# Wiesenfeld (Tilsit-Ragnit)
Wiesenfeld, bis 1929 Eszerninken und Kummutschen, ist ein verlassener Ort im Rajon Krasnosnamensk der russischen Oblast Kaliningrad.

## Geographische Lage
Wiesenfeld bestand aus zwei Ortsteilen. Der Ortsteil Kummutschen/Kummenhof lag direkt an der Inster an deren Nordufer. Die Ortsstelle ist vom fünf Kilometer östlich gelegenen Tolstowo (Löbegallen/Löbenau) zu erreichen. Eszerninken/Eschingen lag zwei Kilometer nordwestlich, drei Kilometer östlich von Kaschtanowka (Eigarren/Kernhall), das schon zum Rajon Neman gehört.

## Geschichte

### Eszerninken
54° 54′ 24″ N, 22° 17′ 44″ O
Eszernin(g)ken war im 18. Jahrhundert ein Erbfreidorf. Im Jahr 1874 wurde die Landgemeinde Landgemeinde dem neu gebildeten Amtsbezirk Waszeningken im Kreis Ragnit zugeordnet. 1929 wurde sie mit der Landgemeinde Kummutschen zur neuen Landgemeinde Wiesenfeld zusammengelegt.

#### Einwohnerentwicklung
| Jahr | Einwohner |
| ---- | --------- |
| 1867 | 35        |
| 1871 | 38        |
| 1885 | 33        |
| 1905 | 51        |
| 1910 | 48        |

### Kummutschen
54° 53′ 40″ N, 22° 18′ 10″ O
Kum(m)utschen war im 18. Jahrhundert ein königliches Bauerndorf. Auch die Landgemeinde Kummutschen wurde 1874 dem Amtsbezirk Waszeningken zugeordnet. 1929 wurde sie mit der Landgemeinde Eszerninken zur neuen Landgemeinde Wiesenfeld zusammengelegt.

#### Einwohnerentwicklung
| Jahr | Einwohner |
| ---- | --------- |
| 1867 | 33        |
| 1871 | 32        |
| 1885 | 32        |
| 1905 | 30        |
| 1910 | 26        |

### Wiesenfeld
Im Jahr 1929 wurden die beiden Landgemeinden Eszerninken und Kummutschen, nun im Kreis Tilsit-Ragnit gelegen, zur neuen Landgemeinde Wiesenfeld zusammengeschlossen. Die beiden Ortsteile wurden 1938 in Eschingen bzw. Kummenhof umbenannt.
1945 kam der Ort in Folge des Zweiten Weltkrieges mit dem nördlichen Ostpreußen zur Sowjetunion. Weder Wiesenfeld noch seine Ortsteile wurden noch mit einem russischen Namen bedacht.

#### Einwohnerentwicklung
| Jahr | Einwohner |
| ---- | --------- |
| 1933 | 73        |
| 1939 | 75        |

## Kirche
Wiesenfeld, wie auch vorher Eszerninken und Kummutschen, gehörte zum evangelischen Kirchspiel Budwethen.